# Tevfik Kış
Tevfik Kış (Çorum, 10 agosto 1934 – Ankara, 4 settembre 2019) è stato un lottatore turco, specializzato nella lotta greco-romana.

## Palmarès
- Giochi olimpici

Roma 1960: oro nei pesi medio-massimi.
- Mondiali

Toledo 1962: oro nei pesi medio-massimi.
Helsinki 1963: oro nei pesi medio-massimi.
Helsinki 1966: argento nei pesi medio-massimi.
- Europei

Essen 1966: oro nei pesi medio-massimi.
- Giochi del Mediterraneo

Beirut 1959: oro nei pesi medio-massimi.
- Balcanici

Istanbul 1959: argento nei pesi medio-massimi.